# وينديل جاي أشتون
وينديل جاي أشتون (بالإنجليزية: Wendell J. Ashton)‏ هو شخصية أعمال أمريكي، ولد في 13 أكتوبر 1912، وتوفي في 31 أغسطس 1995.